# Warstwy ostryskie
Warstwy ostryskie – seria skał osadowych, okruchowych morskiego pochodzenia, głównie piaskowców, mułowców i iłowców (łupków).
Warstwy ostryskie występują w środkowej części synklinorium podhalańskiego. Opisane zostały z rejonu Ostrysza.
Warstwy ostryskie reprezentują flisz piaskowcowy – flisz normalny. Przeważają piaskowce, łupki występują w niewielkich ilościach.
Ich wiek oceniany jest na oligocen.